# Light Regional Council
Light Regional Council är en region i Australien. Den ligger i delstaten South Australia, omkring 62 kilometer norr om delstatshuvudstaden Adelaide. Antalet invånare är 14 459.
Följande samhällen finns i Light:
- Willaston
- Kapunda
- Freeling
- Roseworthy
- Hamley Bridge
- Greenock
- Wasleys

Trakten runt Light består till största delen av jordbruksmark. Runt Light är det glesbefolkat, med 8 invånare per kvadratkilometer. Genomsnittlig årsnederbörd är 517 millimeter. Den regnigaste månaden är maj, med i genomsnitt 77 mm nederbörd, och den torraste är december, med 10 mm nederbörd.